# Okres Jihovýchodní Štýrsko
Okres Jihovýchodní Štýrsko (německy Bezirk Südoststeiermark) je okres v rakouské spolkové zemi Štýrsko. Vznikl 1. ledna 2013 sloučením okresů Feldbach a Radkersburg. Sídlem správy okresu je město Feldbach.
Okres se dále člení na 25 obcí (z toho 4 města a 13 městysů; 2020).

## Města a obce

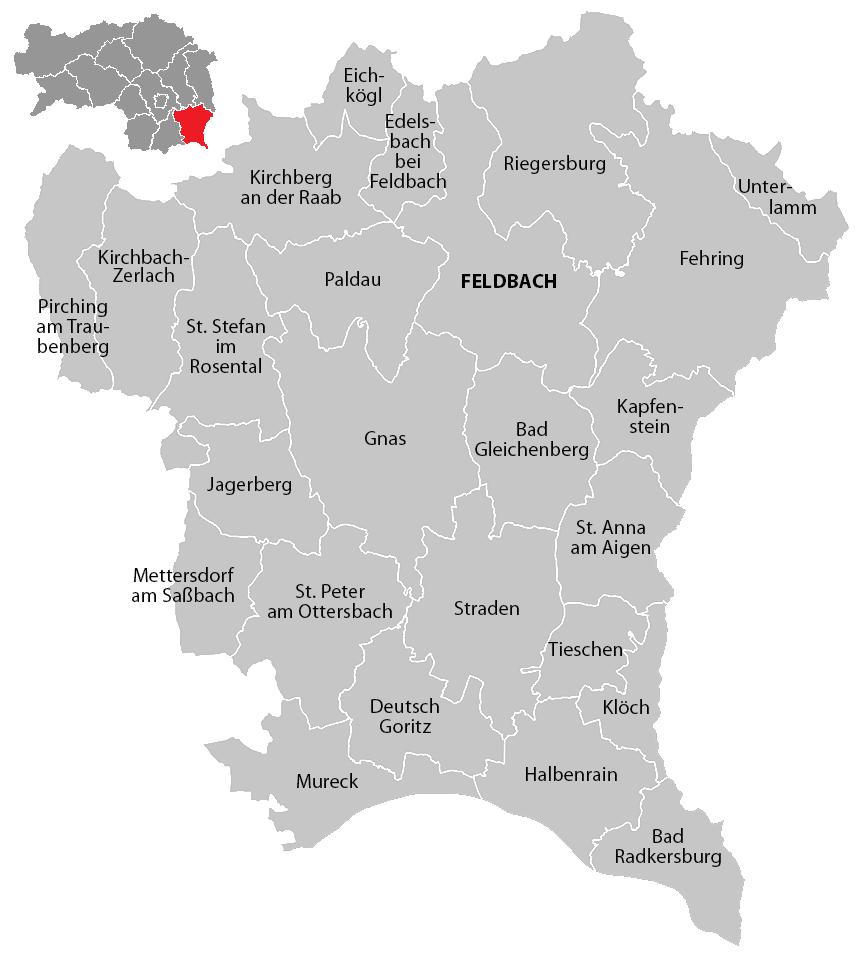
Obce v okrese Jihovýchodní Štýrsko

| Města: - Bad Radkersburg - Fehring - Feldbach - Mureck Městysy: - Gnas - Halbenrain - Jagerberg - Kirchbach in der Steiermark - Klöch - Mettersdorf am Saßbach - Paldau - Riegersburg - Sankt Anna am Aigen - Sankt Peter am Ottersbach - Sankt Stefan im Rosental - Straden - Tieschen | Obce: - Bad Gleichenberg - Deutsch Goritz - Edelsbach bei Feldbach - Eichkögl - Kapfenstein - Kirchberg an der Raab - Pirching am Traubenberg - Unterlamm |